# بطولة العالم لسباق الدراجات على الطريق 1932
بطولة العالم لسباق الدراجات على الطريق 1932 هي الدورة ال12 من بطولة العالم لسباق الدراجات على الطريق، أجريت في روما، إيطاليا.

## النتائج النهائية
| المسابقة            | ذهبية                   | فضية                  | برونزية                   |
| ------------------- | ----------------------- | --------------------- | ------------------------- |
| الرجال              |                         |                       |                           |
| سباق الطريق المداري | ألفريدو بيندا (إيطاليا) | ريمو برتوني (إيطاليا) | نيكولا فرانتز (لوكسمبورغ) |